# 1976 aux États-Unis
Pour des articles plus généraux, voir Chronologie des États-Unis et 1976.
Chronologie des États-Unis
- 1972
- 1973
- 1974
- 1975
- 1976
- 1977
- 1978
- 1979
- 1980

Cette page concerne des événements d'actualité qui se sont produits durant l'année 1976 du calendrier grégorien aux États-Unis.

## Gouvernement
- Président : Gerald Ford
- Vice-président : Nelson Rockefeller
- Secrétaire d'État : Henry Kissinger
- Chambre des représentants - Président : Carl Albert

## Événements
- 5 février : Railroad Revitalization and Regulatory Reform Act. Ouverture à la concurrence du réseau ferroviaire américain. Cette loi est la première loi de dérégulation des transports aux États-Unis.
- 1er avril : création d'Apple par Steve Jobs, Steve Wozniak et Ronald Wayne à Cupertino, en Californie.
- Avril : création du Committee on the Present Danger pour stigmatiser l’érosion des dépenses militaires aux États-Unis.
- 19 mai : La découverte par le Congrès des graves abus des services de renseignements (Cointelpro, Mongosse....) oblige celui-ci à renforcer sa surveillance sur eux avec la création d'une commission sénatoriale permanente : la United States Senate Select Committee on Intelligence. La chambre des Représentants suivra l’exemple du Sénat le 14 juillet 1977 (United States House Permanent Select Committee on Intelligence).
- 5 juin : rupture du barrage Teton dans le Sud-Est de l'Idaho lors de sa mise en eau. L'inondation soudaine qu'il provoque causer la mort de 13 personnes, la perte de plus de 13 000 têtes de bétail et 2 milliards de dollars de dégâts. Le gouvernement fédéral versera 300 millions de dollars d'indemnités aux victimes de la catastrophe.
- 2 juillet : arrêt Gregg v. Georgia : la Cour suprême renverse l'arrêt Furman v. Georgia par 7 voix contre 2. Levé du mémorandum en vigueur depuis 1972 sur la peine de mort aux États-Unis.
- 4 juillet : bicentenaire de l'indépendance des États-Unis.
- 13 septembre : Government in the Sunshine Act. Loi sur la transparence publique. Ouverture de l'ensemble des agences fédérales au public.
- 30 septembre : Hart–Scott–Rodino Antitrust Improvements Act. Renforcement de la législation antitrust et aggravation des sanctions contre les entreprises condamnés pour entente illégale.
- 4 octobre : Tax Reform Act. 
  - Extension des déductions fiscales aux couples gagnant moins de 2 800 $ et prorogation permanente des allègements fiscaux votés en 1975. Réduction de 7 milliards de dollars des dépenses prévues. Légère hausse des droits d'accise. Ces mesures augmentent les ressources fédérales de 600 millions de dollars.
  - Maintien d'un plafond budgétaire sur 3 ans des dépenses fédérales (une première) afin de limiter le déficit.
- 8 octobre : Health Maintenance Organization Amendments. Réorganisation du système de santé aux États-Unis, visant à le rendre plus efficace et moins coûteux.
- 19 octobre : le président Ford signe le Copyright Act, allongeant la durée des droits d'auteurs de 50 ans.
- 2 novembre : élection de Jimmy Carter (démocrate) comme président des États-Unis avec 50,1 % des voix (40,8 millions) contre Gerald Ford (R) 48 % (39,2 millions). (47 % d’abstentions).
- À la fin de l’année, la détente est si durement dénoncée par Ronald Reagan, son adversaire à l’investiture au parti républicain, que Gerald Ford finit par en interdire l’usage par ses conseillers, au profit de celui de « paix par la force » et de nommer une nouvelle équipe (Team B) pour réviser à la hausse les estimations que la CIA avait jusqu’alors donné de l’effort militaire de l’URSS.

## Économie et société
- Rapport de la Commission Trilatérale sur « La gouvernance des démocraties ».
- 8 % de la population active est au chômage.
- Déficit public à 3 % du PIB.
- Les dépenses militaires passent sous la barre des 5,0 %, une première depuis 1950.

## Art contemporain
- Bernard Quentin, artiste plasticien français, conçoit, pour la Foire internationale de Chicago (dans le cadre du bicentenaire des États-Unis), une ""Vénus gonflable monumentale, d'une longueur de plus de cent mètres, couchée sur un plan d'eau et respirant.